# 潘達區
24°03′54″S 34°43′41″E / 24.065°S 34.728°E

潘達區（葡萄牙語：Panda），是莫桑比克的行政區，位於該國東南部，由伊尼揚巴內省負責管轄，首府設於潘達，面積6,852平方公里，2007年人口47,946，人口密度每平方公里7人。